# Ujkovice
Ujkovice (en allemand : Hejkowitz) est une commune du district de Mladá Boleslav, dans la région de Bohême-Centrale, en République tchèque. Sa population s'élevait à 105 habitants en 2020.

## Géographie
Ujkovice se trouve à 8 km à l'ouest de Libáň, à 15 km à l'est-sud-est de Mladá Boleslav et à 57 km au nord-est de Prague.
La commune est limitée par Domousnice et Rabakov au nord, par Rokytňany et Dětenice à l'est, par Prodašice au sud-est, par Ledce au sud-ouest et à l'ouest, et par Kobylnice et Lhotky au nord-ouest.

## Histoire
La première mention écrite de la localité date de 1088.

## Transports
Par la route, Ujkovice se trouve à 12 km de Libáň, à 19 km de Mladá Boleslav et à 75 km du centre de Prague.